# ミッチェル・ファイゲンバウム
ミッチェル・ジェイ・ファイゲンバウム（Mitchell Jay Feigenbaum、1944年12月19日 - 2019年6月30日）は数理物理学者。彼のカオス理論の先駆的研究がファイゲンバウム定数の発見につながったことで知られる。

## 経歴
ニューヨーク生まれ。ポーランドとウクライナのユダヤ人移民の間に生まれる。ブルックリン区のSamuel J. Tilden高校、ニューヨーク市立大学と進学した。1964年、マサチューセッツ工科大学(MIT)の大学院で研究を開始した。電気工学の卒業研究に入学し、自身の領域を物理学へ変更した。Francis E. Low教授の指導の下1970年に博士号を取得し、分散関係に関する論文を発表した。
コーネル大学(1970年 – 1972年)とバージニア工科大学(1972年 – 1974年)への短期滞在後、流体の乱れを研究するためにニューメキシコのロスアラモス研究所に長期のポストを申請した。そのグループの研究者たちは乱流の難解な理論を最終的に解明することはできなかったが、彼の研究はカオスマップの研究につながった。スクリプス研究所の理事会メンバーである。1986年よりロックフェラー大学のトヨタ教授職を務めている。

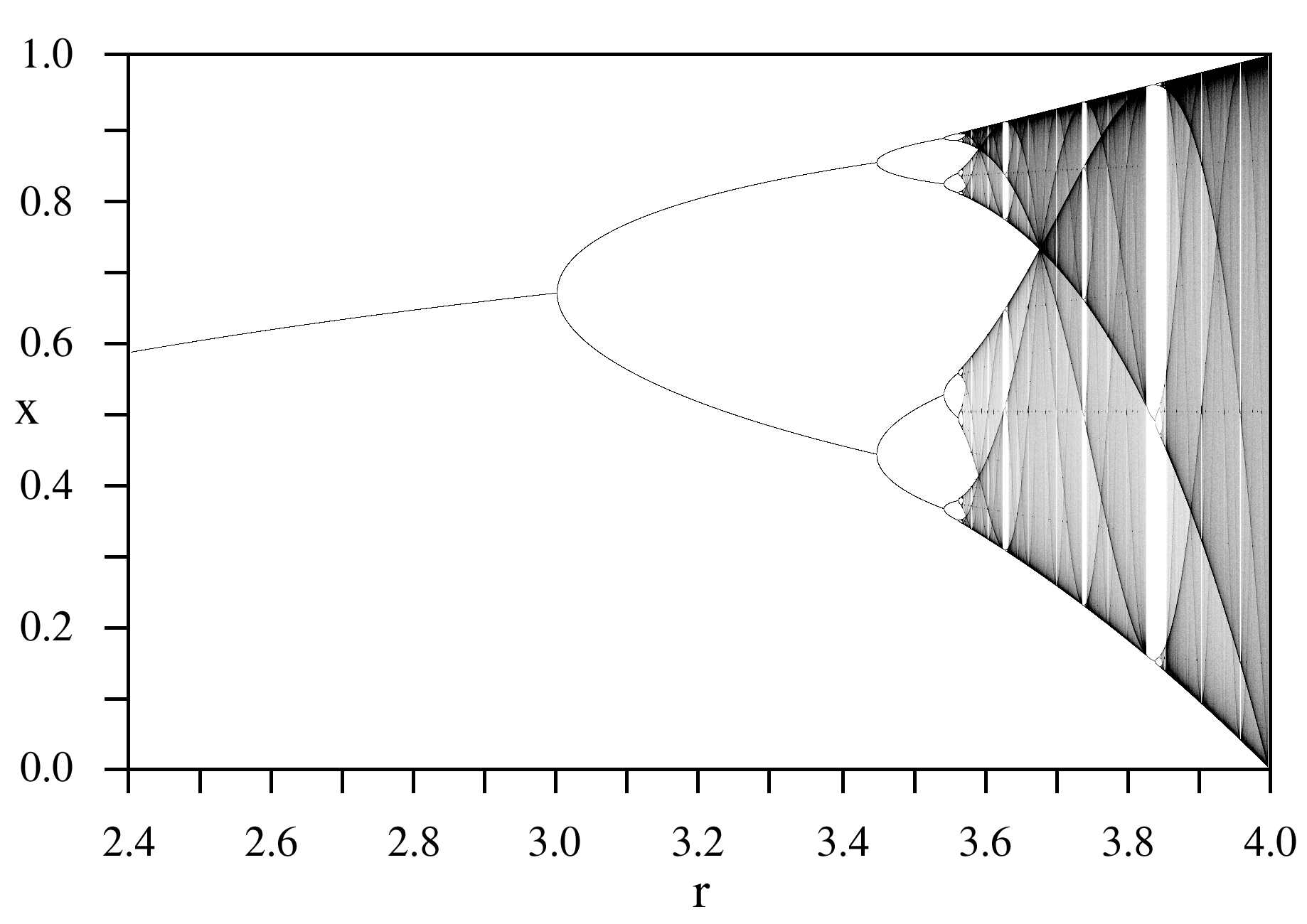
ロジスティック写像の分岐図。ファイゲンバウムは1975年に分岐のイベント間の連続する距離の商が4.6692... になる傾向があることに気づいた。

## 業績
単一の線形パラメータを含むいくつかの数学的マッピングは、パラメータが特定の範囲内にある場合にカオスとして知られる明らかにランダムな挙動を示す。パラメータがこの領域に向かって大きくなると、マッピングはパラメータの正確な値で分岐をする。初めは1つの安定点があり、その後2値間の振動に分岐し、その後さらに4値間の振動に分岐しこれが続きます。1975年、ファイゲンバウムは支給されたHP-65計算機を用いて、このような連続する周期倍分岐が生じる値間の差の比が約4.6692...の定数になる傾向があることを発見した。ファイゲンバウムはこの事実を数学的に証明することができ、同じ数学的定数を持つ同じ振る舞いが、カオスが始まるより前に起き、数学的関数の広いクラス内で起こることを示した。初め、この普遍的な結果により、数学者が混沌としたシステムの明らかに処理しにくい「ランダムな」振る舞いを解明するための最初のステップをとることが可能になった。この「収束の比」は1番目のファイゲンバウム定数として知られている。
ロジスティック写像は ファイゲンバウムが1978年の著名な論文Quantitative Universality for a Class of Nonlinear Transformationsで発表した写像の有名な例である。

ファイゲンバウムの他への貢献としては、地図作成において重要で新しいフラクタルの手法がある。これはHammondによりコンピュータが地図を描くのをアシストする技術を開発するために雇われていた際に始めたものである。Hammond Atlas (1992年)の冒頭にはこのようにある。

フラクタル幾何学を用い海岸線などの自然の形状を描写することで、数理物理学者のミッチェル・ファイゲンバウムは海岸線、境界、山脈を再形成して多数の地図縮尺や投影にフィットさせることができるソフトウェアを開発した。ファイゲンバウム博士は何千もの地図表を数分で配置するコンピュータ化された新たな配置プログラムを作成した。これには以前は面倒な作業が必要であった。

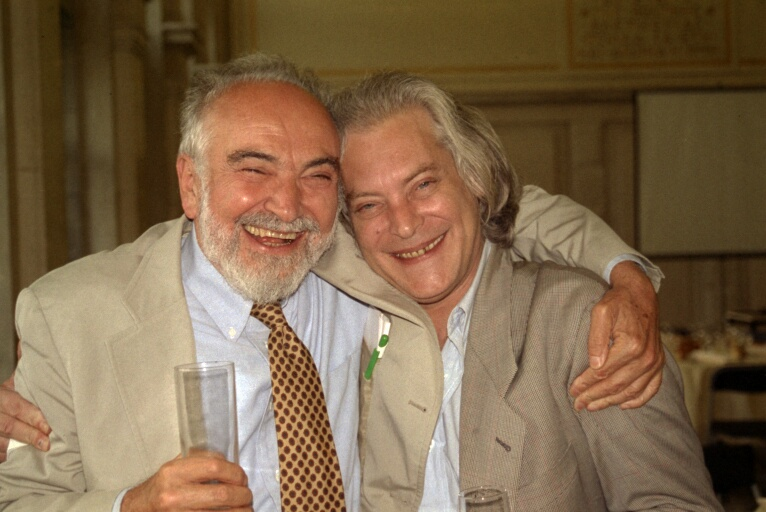
ミッチェル・ファイゲンバウム（右）とジョエル・レボウィッツ（左）（1998年）

彼の業績のうちもう1つの実用的な応用には、1996年にはMichael GoodkinとともにNumerixを設立したことがある。同社の初期製品は、外国の金融派生商品や仕組商品の価格設定に要する時間を格段に短縮するソフトウェアのアルゴリズムであった。Numerixは金融市場の関係者にとって主要なソフトウェア供給会社の1つであり続けている。

ウルフ賞受賞時のプレスリリースには彼の業績がまとめてある。

ファイゲンバウムの発見がもたらした影響は驚異的である。それは理論数学と実験数学の新たな分野にまたがっている... 非常に純粋であり非常に応用的であるものの両方に及ぶ非常に幅広い分野にわたる広い影響を受けた最近の理論科学において、他にあった発展を考えるのは難しい。

## 受賞歴
- 1982年 アーネスト・ローレンス賞
- 1983年 マッカーサー・フェロー
- 1986年 ウルフ賞物理学部門（「カオスの体系的研究を可能にした非線形システムの普遍的な特性を示す先駆的理論研究」）
- 2008年 ハイネマン賞数理物理学部門
- 2017年 クラリベイト・アナリティクス引用栄誉賞